# 彩乃奈奈
彩乃奈奈（日語：彩乃なな，1995年12月3日—），日本前AV女優。出身於神奈川縣。所屬事務所是Diaz Group。前惠比壽麝香葡萄成員。

## 簡歷
- 2014年10月以Max-A的企劃『Super☆Star』在AV界出道。高树玛利亚、朝美穗香等女優也都是在這個系列中出道[3]。

- 2015年被提名為DMM成人獎的最優秀新人賞[4]。
- 2015年9月24日成為惠比壽麝香葡萄的成員[5]。
- 2017年2月10日宣布從惠比壽麝香葡萄畢業，同時暫停活動。[6]。
- 2018年12月從AV界復出。復出的出道作同樣是Max-A、與出道時同樣的男優[6]。
- 2019年5月在Twitter發文表示不再從事AV相關工作[7]。

## 人物
- 興趣是讀書[1]
- 初體驗是17歲，經驗人數是3人[8]。

## 外部連結
- 彩乃ななオフィシャルブログ （页面存档备份，存于）
- 彩乃奈奈的X（前Twitter）
- 彩乃奈奈的X（前Twitter）（2017年1月22日 - 2月1日）
- 彩乃奈奈的Instagram帳戶